# Jesse Hughes
Jesse Hughes (født 24. september 1972 i Greenville, South Carolina), er en amerikansk musiker, med pseudonymet "The Devil". Hughes er kendt for sin rolle som frontmand i det Californien-baserede rockband Eagles of Death Metal. Han har nævnt Little Richard som sin største musikalske indflydelse og inspiration.

## Tidlige liv
Da han var 7, flyttede han med sin mor Ellen til Palm Desert, Californien. I gymnasiet blev Hughes ven med Joshua Homme (senere fra Kyuss og Queens of the Stone Age). De blev gode venner efter at Josh Homme havde stoppet en tyran fra at mobbe Hughes. Hughes graduerede fra Greenville Technical College med en grad i journalistik, og arbejdede i flere år som leder af et video depot i Palm Desert.

## Eagles of Death Metal
Hovedartikel: Eagles of Death Metal
Hughes og Homme dannede Eagles of Death Metal i 1998. Hughes mener at Homme reddede hans liv. – Jesse hævder nemlig at i løbet af optagelserne til det andet Eagles of Death Metal-album Death By Sexy at han var ude i et alvorligt stofmisbrug, og at Homme ikke kun kørte ham til afvending, men også betalte for det.

## Udvalgte diskografi
- Volumes 3 & 4 (1998) af The Desert Sessions – bidrager på numrene "The Gosso King of Crater Lake", "Hogleg" og "You Keep Talkin'" som den første optrædelse med Eagles of Death Metal.
- Cruel & Delicious (2002) af Fatso Jetson – Bidrager med guitar og vokal på nummeret "Stranglers Blues". Udgivet under Josh Homme's pladeselskab Rekords Rekords.
- Peace, Love, Death Metal (2004)
- A Pair of Queens E.P. (2004) – en to-nummeret EP der hedder "A Pair of Queens", som indeholder to covernumre af Queens of the Stone Age sangene "Go with the Flow" og "Gonna Leave You" fremført af Jesse Hughes. EP'en blev kun udgivet som 7" LP.
- Lullabies to Paralyze (2005) af Queens Of The Stone Age
- Death by Sexy (2006)
- Heart On (2008)
- Zipper Down (2015)